# 印度尼西亚海军
印度尼西亚海军（简称TNI-AL，直译为印度尼西亚国家军海军）是印度尼西亞國家軍的海上武装部队，主要任务有保卫印度尼西亚漫长的海岸線、领海、附属岛屿和专属经济区，捍卫印尼海洋战略利益以及防御海上威胁等。印尼海军成立于1945年9月10日，目前由三支舰队、军事海运司令部以及海军陆战队构成。

## 历史

### 印度尼西亚独立革命时期
印尼海军的官方创建日期是1945年9月10日，正值印尼独立革命爆发初期。印尼海军的前身是同年8月22日创建的人民海事安全局（Badan Keamanan Rakyat Laut, BKR Laut），它仅有一些木船、日军遗留的登陆艇和武器。最早的成员包括殖民地时期对抗日本入侵的荷兰皇家海军水手，日本占领时期效忠日军的印尼民兵和官员，以及日本投降后参加印尼独立的前日军海军官兵。1945年10月5日，印尼人民安全军（Tentara Keamanan Rakyat）成立，人民海事安全局作为海军部分加入了安全军，称为人民安全军海军。印尼独立后，改称为印尼共和国海军（Angkatan Laut Republik Indonesia），这一名称使用到1970年代，才改为现名称，即印度尼西亚国家军海军。 

### 蘇卡諾时期
印尼独立后，海军也开始了现代化发展。1949年至1959年期间，印尼海军逐步建立了海军舰队、海军陆战队、海军航空兵以及海防部队等组织机构。印尼海军开始通过外援获得舰船装备，建设多处海军基地等设施，并开始进行海军士兵和专业人员的招募与培训。印尼海军也参与这时期一系列对内对外的军事行动中。
这一时期，印尼由独立运动领袖苏加诺统治。苏加诺采取亲共立场，与苏联、华约国家，以及新成立的中华人民共和国关系密切，印尼因而得到了这些国家的大力援助。印尼海军也因此得到了一批苏联和华约国家的军事装备。其中，最著名的为苏联斯维尔德洛夫级巡洋舰“奥尔忠尼启则”号，该舰于1962年交付印尼海军，并改名为“伊里安查亚”号（KRI Irian），称为印尼海军旗舰。其他还包括快速级驱逐舰、里加级护卫舰、W级潜艇、蚊子级导弹艇，以及海军航空兵的伊尔-28轰炸机，海军突击部队的PT-76兩棲坦克、BTR-50装甲车等。1960年代的印尼海军一度成为东南亚规模最大的海军。
1961年12月19日，印度尼西亚入侵荷屬新幾內亞，印尼海军的舰艇与荷兰海军的舰艇进行对抗。1962年1月15日爆发的阿拉弗拉海战中，印尼海军的鱼雷艇号被荷兰海军击沉，指挥官約斯·蘇達索阵亡。印尼军队曾计划部署上百艘舰艇对西巴布亚进行登陆作战，持续的军事压力迫使荷兰与印尼重回谈判桌，并最终将荷属新几内亚移交给印尼。
苏加诺主张“大印度尼西亞”，反对马来西亚建国，引起两国1960年代初期的对抗，主要发生两国的东部边界，印尼海军参与和支援了这些跨境的暴力冲突和军事渗透。

### 蘇哈托时期
1965年9月30日，印尼爆发九三〇事件，苏加诺被亲西方的军事强人苏哈托推翻。苏哈托在印尼全国大量肃清印尼共产党和左翼人士，他还在全国掀起大规模排华浪潮，此后印尼与共产主义国家关系逐步恶化并转向西方。1975年12月7日，印尼展开入侵东帝汶的莲之行动（Operasi Seroja），海军在登陆作战、地面联合作战以及海上运输中扮演了重要角色。
1980年代，印尼海军开始寻求舰艇装备的现代化，当时其主力舰艇多是五六十年代来源于苏联等华约国家的，而苏哈托政府与苏联等国关系恶化后，印尼海军只能再次转向西方国家需求现代化海军舰艇装备。苏哈托时期，印尼海军从荷兰采购了范·斯佩克级巡防舰和“法塔西拉”号（KRI Fatahillah）护卫舰，从西德采购了209型潛艇，从韩国采购了巡逻艇，以及从澳大利亚采购了军事飞机。1993年，印尼海军从前東德海军接受了39艘舰艇，包括帕希姆级护卫舰，秃鹰级扫雷舰等。

### 二十一世纪后的发展
在苏西洛和佐科·維多多总统任期内，印尼海军进入了新的发展阶段，制定了一系列军舰采购和国产化计划，包括从韩国进口了3艘209型张保皋级潜艇，从荷兰进口了4艘西格玛级护卫舰和以此放大的2艘玛尔塔迪纳塔级巡防舰，以及相关的国产快艇等采购计划。2018年，印尼海军开始组建第三支海军舰队，将从原来的东西两支舰队扩大改编为东中西三支海军舰队。

## 组织与编制
印尼海军主要由海军总部和下辖的各主要司令部构成，其中海军总部可分为领导模块、领导辅助模块、指挥官直属勤务模块以及中央执行机构四个层次。而在海军总部之下，共有舰队司令部、海军海运司令部、海军陆战队、海军教育训练与学说发展司令部以及海军水文和海洋学中心五个主要司令部。

### 海军总部
- 领导模块（unsur pimpinan）
  - 海军总司令（Kepala Staf），上将军衔
  - 海军副参谋长（Wakil Kepala Staf），中将军衔
- 领导辅助模块（unsur pembantu pimpinan）
  - 海军检察长（Inspektorat Jenderal）
  - 海军首席专家（Staf Ahli Kasal）
  - 海军计划与预算参事（Staf Perencanaan dan Anggaran）
  - 海军安全参事（Staf Pengamanan）
  - 海军运营参事（Staf Operasi）
  - 海军人事参事（Staf Personalia）
  - 海军后勤参事（Staf Logistik）
  - 海军海洋潜力参事（Staf Potensi Maritim）
- 指挥官直属勤务模块（unsur pelayanan diatur dengan Peraturan Panglima）
- 中央执行机构（Badan Pelaksana Pusat）
  - 海军安全部（Dinas Pengamanan）
  - 海军公关部（Dinas Penerangan）
  - 海军通信与电子部（Dinas Komunikasi dan Elektronika）
  - 海军司法部（Dinas Pembinaan Hukum）
  - 海军海洋潜力发展部（Dinas Pembinaan Potensi Maritim）
  - 海军人事管理部（Dinas Administrasi Personel）
  - 海军教育部（Dinas Pendidikan）
  - 海军人员维护部（Dinas Perawatan Personel）
  - 海军医疗部（Dinas Kesehatan）
  - 海军材料部（Dinas Materiil）
  - 海军武器与电子装备部（Dinas Materiil Senjata dan Elektronika）
  - 海军适航材料部（Dinas Kelaikan Material）
  - 海军基础设施部（Dinas Fasilitas Pangkalan）
  - 海军采购部（Dinas Pengadaan）
  - 海军供应部（Dinas Pembekalan）
  - 海军财务部（Dinas Keuangan）
  - 海军研发部（Dinas Penelitian dan Pengembangan）
  - 海军信息和数据处理部（Dinas Informasi dan Pengolahan Data）
  - 海军心理部（Dinas Psikologi）
  - 海军作训部（Dinas Operasi dan Latihan）
  - 海军航空指挥中心（Pusat Penerbangan）
  - 海军宪兵指挥中心（Pusat Polisi Militer）
  - 海军学院（Akademi）
  - 海军人员和指挥学院（Sekolah Staf dan Komando）
  - 海军高等技术学院（Sekolah Tinggi Teknologi）

### 主要司令部（Komando Utama Pembinaan）
- 舰队司令部（Komando Armada）

舰队司令部是印尼海军的主力作战力量，下辖三支舰队。每支舰队又分别管辖若干主基地和基地，目前共有13个主基地。
- 海军海运司令部（Komando Lintas Laut Militer）
- 海军陆战队（Korps Marinir）
- 海军教育训练与学说发展司令部（Komando Pembinaan Doktrin, Pendidikan dan Latihan）
- 海军水文和海洋学中心（Pusat Hidrografi dan Oseanografi）